# Gnaeus Octavius (Konsul 76 v. Chr.)
Gnaeus Octavius war ein römischer Politiker der späten Republik.
Octavius war ein Sohn des Volkstribuns Marcus Octavius und ein Enkel eines Gnaeus Octavius (wohl des Konsuls von 128 v. Chr.). Vermutlich war er im Jahr 79 v. Chr. praetor urbanus und definierte in der von den späteren Juristen so genannten formula Octaviana den Straftatbestand des Zwangs durch Furcht (metus). Mittels Edikts schuf er die exceptio metus, welche bereits in der jungen Kaiserzeit in der exceptio doli aufging.
76 v. Chr. war Octavius Konsul. Er war mit Marcus Tullius Cicero befreundet. Vermutlich war der Ädil und pompeianische Flottenführer im Bürgerkrieg, Marcus Octavius, sein Sohn.